# Pandemos arcas
Pandemos arcas är en fjärilsart som beskrevs av Pieter Cramer 1777. Pandemos arcas ingår i släktet Pandemos och familjen Riodinidae. Inga underarter finns listade i Catalogue of Life.